# Канадіан прес
The Canadian Press (CP; фр. La Presse canadienne, PC) — національне канадське інформаційне агентство зі штаб-квартирою в Торонто, Онтаріо. Засноване у 1917 році як платформа для обміну новинами та інформацією між канадськими газетами, The Canadian Press більшість свого існування була приватним неприбутковим кооперативом, який належить і керується її членськими газетами. Однак у середині 2010 року агентство оголосило про плани стати прибутковою компанією, власниками якої стануть три медіакомпанії після виконання певних умов.
Протягом років The Canadian Press та її партнери адаптувалися до змін у медіаіндустрії, включно з технологічними нововведеннями та зростаючим попитом на оперативне оновлення новин. Нині агентство пропонує широкий спектр контенту — текстового, аудіо, фотоматеріалів, відео та графіки — для вебсайтів, радіо, телебачення та комерційних клієнтів, окрім газет і свого давнього партнера — Associated Press (AP), міжнародної новинної служби зі США.